# Pazos (Verín)
Pazos (llamada oficialmente San Fiz de Pazos) es una parroquia y un lugar del municipio español de Verín, en la provincia de Orense, Galicia.

## Toponimia
La parroquia también es conocida por el nombre de San Félix de Pazos.

## Organización territorial
La parroquia está formada por una entidad de población:
- Pazos

## Demografía
Gráfica demográfica de la villa y parroquia de Pazos según el INE español:
| Gráfica de evolución demográfica de Pazos entre 2000 y 2023 |
|                                                             |
| Datos según el nomenclátor publicado por el INE.            |